# Qualificazioni al campionato mondiale di calcio 2014 - CONCACAF - Quarto round
Il quarto turno ha visto competere le 3 vincenti e le 3 seconde classificate in ogni gruppo del precedente turno. Le partite si sono giocate dal 6 febbraio al 15 ottobre 2013.
Le prime 3 classificate hanno avuto accesso direttamente al mondiale 2014. La quarta ha avuto accesso allo spareggio contro la vincitrice del girone oceaniano, ossia la Nuova Zelanda.

## Classifica
| Squadre     | P.ti | G  | V | N | P | GF | GS | DR |
| ----------- | ---- | -- | - | - | - | -- | -- | -- |
| Stati Uniti | 22   | 10 | 7 | 1 | 2 | 15 | 8  | +7 |
| Costa Rica  | 18   | 10 | 5 | 3 | 2 | 13 | 7  | +6 |
| Honduras    | 15   | 10 | 4 | 3 | 3 | 13 | 12 | +1 |
| Messico     | 11   | 10 | 2 | 5 | 3 | 7  | 9  | -2 |
| Panama      | 8    | 10 | 1 | 5 | 4 | 10 | 14 | -4 |
| Giamaica    | 5    | 10 | 0 | 5 | 5 | 5  | 13 | -8 |

## Risultati
| Arbitro: | Wálter Quesada |

|                         |           |             |
| García 39’ Bengtson 80’ | Marcatori | 36’ Dempsey |

| Arbitro: | Francisco Chacón |

|                          |           |                      |
| Henríquez 16’ Torres 27’ | Marcatori | 40’ Saborío 84’ Ruiz |

| Città del Messico 6 febbraio 2013, ore 20:30 UTC-6 | Messico     | 0 – 0 referto | Giamaica | Estadio Azteca (43.002 spett.)\| Arbitro: \| Mark Geiger \| |
| Arbitro:                                           | Mark Geiger |               |          |                                                             |

| Arbitro: | Courtney Campbell |

|                         |           |                    |
| Costly 77’ Bengtson 80’ | Marcatori | 28’, 54’ Hernández |

| Arbitro: | Héctor Rodríguez |

|             |           |               |
| Elliott 24’ | Marcatori | 65’ Henríquez |

| Arbitro: | Joel Aguilar |

|             |           |  |
| Dempsey 16’ | Marcatori |  |

| Arbitro: | Enrico Wijngaarde |

|                     |           |  |
| Umana 22’ Calvo 82’ | Marcatori |  |

| Arbitro: | Jair Marrufo |

|                     |           |  |
| Tejada 2’ Pérez 75’ | Marcatori |  |

| Città del Messico 26 marzo 2013, ore 20:30 UTC-6 | Messico                  | 0 – 0 referto | Stati Uniti | Estadio Azteca (85.500 spett.)\| Arbitro: \| Walter López Castellanos \| |
| Arbitro:                                         | Walter López Castellanos |               |             |                                                                          |

| Arbitro: | Joel Aguilar |

|  |           |               |
|  | Marcatori | 48’ de Nigris |

| Arbitro: | Walter López Castellanos |

|            |           |  |
| Miller 25’ | Marcatori |  |

| Arbitro: | Roberto Moreno Salazar |

|              |           |                          |
| Beckford 88’ | Marcatori | 30’ Altidore 90+2’ Evans |

| Panama 7 giugno 2013, ore 21:05 UTC-5 | Panama         | 0 – 0 referto | Messico | Estadio Rommel Fernández\| Arbitro: \| Wálter Quesada \| |
| Arbitro:                              | Wálter Quesada |               |         |                                                          |

| Arbitro: | Marco Rodríguez |

|                            |           |  |
| O. García 10’ Espinoza 88’ | Marcatori |  |

| Città del Messico 11 giugno 2013, ore 19:00 UTC-5 | Messico     | 0 – 0 referto | Costa Rica | Estadio Azteca\| Arbitro: \| Mark Geiger \| |
| Arbitro:                                          | Mark Geiger |               |            |                                             |

| Arbitro: | Roberto García Orozco |

|                          |           |  |
| Altidore 36’ Johnson 53’ | Marcatori |  |

| Arbitro: | Courtney Campbell |

|                     |           |  |
| Ruiz 47’ Borges 52’ | Marcatori |  |

| Arbitro: | Enrico Wijngaarde |

|              |           |  |
| Altidore 73’ | Marcatori |  |

| Arbitro: | Roberto Moreno Salazar |

|            |           |                         |
| Peralta 6’ | Marcatori | 64’ Bengtson 66’ Costly |

| Arbitro: | Marco Rodríguez |

|                                   |           |                    |
| Acosta 3’ Borges 10’ Campbell 76’ | Marcatori | 43’ (rig.) Dempsey |

| Panama 6 settembre 2013, ore 21:00 UTC-5 | Panama                   | 0 – 0 referto | Giamaica | Estadio Rommel Fernández\| Arbitro: \| Walter López Castellanos \| |
| Arbitro:                                 | Walter López Castellanos |               |          |                                                                    |

| Arbitro: | Jair Marrufo |

|                |           |            |
| Anderson 90+2’ | Marcatori | 75’ Brenes |

| Arbitro: | Courtney Campbell |

|                         |           |  |
| Johnson 49’ Donovan 78’ | Marcatori |  |

| San Pedro Sula 10 settembre 2013, ore 19:00 UTC-6                         | Honduras  | 2 – 2 referto   | Panama | Estadio Olímpico Metropolitano |
| \| \| \| \| \| Costly 27’ Palacios 61’ \| Marcatori \| 50’, 90’ Torres \| |           |                 |        |                                |
|                                                                           |           |                 |        |                                |
| Costly 27’ Palacios 61’                                                   | Marcatori | 50’, 90’ Torres |        |                                |

| Arbitro: | Jair Marrufo |

|              |           |  |
| Bengtson 65’ | Marcatori |  |

| Arbitro: | Joel Aguilar |

|                         |           |            |
| Peralta 40’ Jiménez 85’ | Marcatori | 81’ Tejada |

| Arbitro: | Elmer Arturo Bonilla |

|                       |           |  |
| Zusi 77’ Altidore 80’ | Marcatori |  |

| Arbitro: | Joel Aguilar |

|                      |           |             |
| Ruiz 26’ Saborío 64’ | Marcatori | 29’ Peralta |

| Arbitro: | Mark Geiger |

|                             |           |                        |
| Watson 3’ Austin 58’ (rig.) | Marcatori | 1’ Costly 33’ Figueroa |

| Arbitro: | Courtney Campbell |

|                          |           |                                        |
| G. Torres 18’ Tejada 83’ | Marcatori | 64’ Orozco 90+2’ Zusi 90+3’ Jóhannsson |